# Hanayome wa yakudoshi!
Hanayome wa yakudoshi! (花嫁は厄年ッ！?), noto anche con il titolo internazionale Bad Luck Bride, è una serie televisiva giapponese del 2006.

## Trama
La trentaduenne Akiko è un'annunciatrice televisiva, che si ritrova improvvisamente sostituita da una collega più giovane; come se non bastasse, i superiori le danno un incarico assai particolare: trasferirsi in campagna, iniziare una vita da "contadina" e raccogliere materiale per un nuovo programma.